# Ли Чуньфэн
Ли Чуньфэ́н (кит. трад. 李淳風, 602—670) — китайский математик, астроном, историк, выдающийся комментатор математических книг времен династий Суй и Тан.

## Биография
Родился в 602 году в Баоцзи (провинция Шэньси). Отец Ли Чуньфэна был даосом, что оказало большое влияние на его мышление и привело к склонности к занятиям астрологией и нумерологией.
В 627 году Ли Чуньфэн был назначен на высокую должность в Астрономическое бюро, где принимал участие в разработке нового календаря. В 641 году он стал заместителем директора, а в 648 году директором Астрономического бюро. Позже Ли Чуньфэн работал над календарем Линьде, который был представлен императору Гао-цзуну в 665 году. Умер Ли Чуньфэн в 670 году в г. Чанъань.

## Астрономия
Разработанный Ли Чуньфэном календарь был лучше, чем прежний, по результатам в вычислении позиций планет. В нём предусматривалось, что в солнечном году 365,2448 дня, тогда как 12 лунных месяцев по 29,5306 дня всего содержат 354,3672 дня. Интеркаляция проводилась каждые три года.
В 633 году Ли Чуньфэн усложнил армиллярную сферу (хунь и), приспособив к ней «прибор корректировки трех показателей времени» (сань чэнь и), состоящий из трех пересекающихся колец, параллельных эклиптике, лунной траектории и экватору. Несмотря на свою утончённость, данный «прибор» не позволял на практике вести более точные наблюдения, поскольку в процессе его настройки позиции эклиптики и лунной траектории естественным образом смещались и до начала измерения настройка уже не соответствовала реальности.

## Математика
Известен прежде всего тем, что был главным редактором составленного в 656 году сборника математических трактатов для квалификационных экзаменов, на материалах которого была основана издана в 1084 году известная сборка «Суань цзин ши шу» («Десять книг счетного канона»).
Вклад Ли Чуньфэна в математики также связан с решением астрономических проблем, в частности вычисления угловой скорости видимого движения Солнца. Он также развивал метод конечных разностей в вычислениях, которые использовал в работе над календарем Линьде.

## История
Принимал участие в составлении официальных историй династий Цзинь и Суй — «Цзинь шу» («Книга о Цзинь») и «Суй шу» ("Книга Суй), где его перу принадлежат главы по астрономии, астрологии, метрологии, математике и музыке.

## Другие работы
Ему принадлежат комментарии к некоторым даосским произведениям. В 645 году он написал классическую работу по астрологии «И си Чжань» ("Гадание по циклическим знакам «и» и «си»).